# Claus Voss

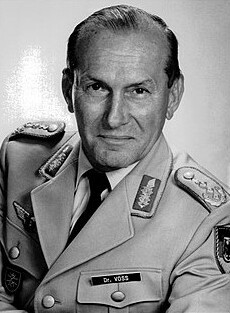
Claus Voss

Claus Günter Voss (* 11. April 1929 in Hermannstadt, Rumänien; † 13. Februar 2015 in Koblenz) war ein deutscher Arzt und Sanitätsoffizier. Er war in seiner letzten militärischen Verwendung als Generaloberstabsarzt von Oktober 1986 bis September 1989 Inspekteur des Sanitäts- und Gesundheitswesens.

## Leben
Voss studierte in München und war seit dem Wintersemester 1950/51 Mitglied der Münchener Burschenschaft Arminia-Rhenania. Nach der Approbation als Arzt 1956 trat er 1958 in die Bundeswehr ein. Dort war er Truppenarzt, Chef einer Sanitätskompanie und später Divisionsarzt. Nach einer Tätigkeit als Referatsleiter in der Personalabteilung war er von April 1980 bis März 1982 Kommandeur der Sanitätsakademie der Bundeswehr im Range eines Generalarztes, anschließend Stellvertreter des Amtschefs im Sanitätsamt der Bundeswehr. Von Oktober 1983 bis September 1986 war er Stellvertreter des Inspekteurs des Sanitäts- und Gesundheitswesens und Chef des Stabes im Range eines Generalstabsarztes. Von Oktober 1986 bis September 1989 war er Inspekteur des Sanitäts- und Gesundheitswesens im Range eines Generaloberstabsarztes.